# Comité Olímpico Nacional Mongol
El Comité Olímpico Nacional Mongol (en mongol: Монголын Үндэсний Олимпын Хороо Mongolyn Ündesnii Olimpyn Horoo) es la institución encargada de regir la participación de Mongolia en los juegos olímpicos y las distintas competiciones dentro y fuera del continente asiático. Es miembro del Consejo Olímpico de Asia.

## Historia
El Comité fue fundado en febrero de 1956 y reconocido por el Comité Olímpico Internacional en 1962.
En sus inicios, se establecieron varias asociaciones deportivas para promover la participación en deportes entre los jóvenes y adultos. Las asociaciones más adelante empezaron a enfocarse más en las competiciones internacionales hasta empezar a participar regularmente en los Juegos Olímpicos de verano e invierno.
La primera participación de Mongolia en unos juegos olímpicos fue en 1964 en los Juegos Olímpicos de Tokio y en los Juegos Olímpicos de Innsbruck. Hasta el día de hoy participó un total de trece veces en los Juegos Olímpicos de verano, ausentándose únicamente de los Juegos Olímpicos de Los Ángeles 1984; y también trece veces en los Juegos Olímpicos de invierno, ausentándose únicamente de los Juegos Olímpicos de Innsbruck 1976.
El país mongol ganó un total de veintiséis medallas olímpicas, las cuales incluyen dos de oro, diez de plata y catorce de bronce.